# Référendum de 2020 sur le droit de réparer dans le secteur automobile au Massachusetts
Un Référendum de 2020 sur le droit de réparer dans le secteur automobile a lieu le 3 novembre 2020 au Massachusetts. La population est amenée à se prononcer sur une proposition de loi d'initiative populaire indirecte, dite Question 1, visant à instaurer un droit de réparer dans le secteur automobile en imposant aux constructeurs de véhicules possédant un système télématique d'utiliser à partir des modèles de 2022 une plateforme libre de droit permettant aux propriétaires et aux réparateurs indépendants d'accéder aux données et d'effectuer des diagnostics via de simples applications,.
La proposition de loi est approuvée à une très large majorité.

## Résultats
| Choix                     | Votes     | %     |
| ------------------------- | --------- | ----- |
| Pour                      | 2 599 182 | 74,97 |
| Contre                    | 867 674   | 25,03 |
|                           |           |       |
| Votes valides             | 3 466 856 | 94,77 |
| Votes blancs et invalides | 191 149   | 5,23  |
| Total                     | 3 658 005 | 100   |
| Abstention                | 1 154 904 | 34,00 |
| Inscrits/Participation    | 4 812 909 | 76,00 |

| Pour 2 599 182 (74,97 %) |  |  | Contre 867 674 (25,03 %) |
| ▲                        |  |  |                          |
| Majorité absolue         |  |  |                          |